# Gmina Dubiecko
Die Gmina Dubiecko ist eine Stadt-und-Land-Gemeinde im Powiat Przemyski der Woiwodschaft Karpatenvorland in Polen. Ihr Sitz ist die gleichnamige Stadt, die zum 1. Januar 2021 wieder zur Stadt erhoben wurde, mit etwa 1450 Einwohnern.

## Gliederung
Zur Stadt-und-Land-Gemeinde (gmina wiejska) Dubiecko gehören folgende Dörfer mit einem Schulzenamt:
Bachórzec
Drohobyczka
Dubiecko
Hucisko Nienadowskie
Iskań
Kosztowa
Łączki
Nienadowa
Piątkowa
Przedmieście Dubieckie
Sielnica
Słonne
Śliwnica
Tarnawka
Winne-Podbukowina
Wybrzeże
Załazek
Ein weiterer Ort der Gemeinde ist Dział.

## Gemeindepartnerschaft
- Azay-le-Rideau, Frankreich

## Persönlichkeiten
- Ignacy Krasicki (1735–1801),  Fürstbischof von Ermland, Erzbischof von Gniezno sowie Primas von Polen; geboren in Dubiecko.